# Louis Siminovitch
Louis "Lou" Siminovitch (Montreal, 1 de mayo de 1920 - Toronto, 6 de abril de 2021) fue un biólogo molecular canadiense. Fue un pionero en genética humana, investigador de la base genética de la distrofia muscular y la fibrosis quística, y ayudó a establecer programas de Ontario que exploraban las raíces genéticas del cáncer. Es considerado el padre de la investigación genética en Canadá.

## Biografía
Nació en Montreal, Quebec hijo de padres que habían emigrado de Europa del Este. Ganó una beca en química para la Universidad McGill, obteniendo un doctorado en 1944. Luego estudió en el Instituto Pasteur de París. En 1953 se incorporó a los Laboratorios de Investigación Médica Connaught de Toronto. Posteriormente se unió a la Universidad de Toronto y trabajó allí desde 1956 hasta 1985. Una de sus estudiantes de doctorado fue Joyce Taylor-Papadimitriou.
Ayudó a establecer el Departamento de Genética en el Hospital de Niños Enfermos como genetista en jefe, donde trabajó desde 1970 hasta 1985. De 1983 a 1994 fue director fundador de investigación en el Instituto de Investigación Samuel Lunenfeld del Hospital Mount Sinai (Toronto). Fue el fundador y primer presidente del Departamento de Genética Molecular de la Universidad de Toronto, entonces llamado Departamento de Biología Celular Médica.
Fue autor y coautor, según el último recuento, de más de 147 artículos científicos, reseñas y artículos en revistas y libros.
Se casó con Elinore, una dramaturga que murió en 1995. Tuvieron tres hijas. El premio anual Elinore & Lou Siminovitch de teatro recibe su nombre en honor a él y a su esposa.
Falleció a causa de una enfermedad el 6 de abril de 2021 en Toronto, Ontario a los cien años.

## Honores
- En 1941 ganó el Premio Anne Molson de Química.
- En 1965, miembro de la Royal Society of Canada (FRSC).
- En 1967 - Medalla del centenario de Canadá.
- En 1977 - Medalla del Jubileo de Plata de la Reina Isabel II.
- En 1978 ganó la medalla Flavelle de la Royal Society of Canada.
- En 1980 fue nombrado Oficial de la Orden de Canadá.
- En 1980 - Miembro de la Royal Society (Londres) (FRS).
- En 1981 recibió el premio Wightman de la Fundación Gairdner.
- En 1981 recibió el premio conmemorativo Izaac Walton Killam.
- En 1988 fue ascendido a Compañero de la Orden de Canadá.
- En 1997 fue incluido en el Canadian Medical Hall of Fame.
- En 1999 fue nombrado asociado extranjero, y el único canadiense, de la Academia Nacional de Ciencias de Estados Unidos.
- En 2012, fue nombrado miembro de la Orden de Ontario.[6]
- Fue galardonado con un Doctorado en Ciencias, Honoris Causa de varias universidades canadienses, incluida la Memorial University, Universidad McMaster, Universidad de Montreal, Universidad McGill, University of Western Ontario, Universidad de Toronto y Universidad de Guelph.

## Publicaciones Seleccionadas
- Siminovitch, L., McCulloch, EA, Till, JE (1963) La distribución de las células formadoras de colonias entre las colonias del bazo. Revista de fisiología celular y comparativa 62 : 327-36. [Enlace al artículo ]
- Till, JE, McCulloch, EA, Siminovitch, L. (1964) Un modelo estocástico de proliferación de células madre, basado en el crecimiento de células formadoras de colonias del bazo. Actas de la Academia Nacional de Ciencias (EE. UU.) 51 (1): 29-36. [Enlace al artículo ]
- McCulloch, EA, Siminovitch, L., Till, JE (1964) Formación de colonias de bazo en ratones anémicos de genotipo WWv. Science 144 (1620): 844-846. [Enlace al artículo ]
- McCulloch, EA, Siminovitch, L., Till, JE, Russell, ES, Bernstein, SE (1965) La base celular del defecto hematopoyético determinado genéticamente en ratones anémicos de genotipo Sl / Sld. Blood 26 (4): 399-410. [Enlace al artículo ]
- Wu, AM, Till, JE, Siminovitch, L., McCulloch, EA (1968) Evidencia citológica de una relación entre las células formadoras de colonias hematopoyéticas normales y las células del sistema linfoide. J Exp Med 127 (3): 455-464. [Enlace al artículo ]